# Julius Obsequens
Julius Obsequens is een Romeins schrijver, die uitsluitend bekend is van zijn werk Ab anno urbis conditae dv prodigiorum liber, het "boek over de voortekenen vanaf de stichting van de stad", waarin hij alle voortekenen en de daaropvolgende rampen of overwinningen optekende. Hij heeft de inhoud van zijn boek, naar alle waarschijnlijkheid, ontleend aan het werk van Titus Livius, Ab Urbe Condita.
Het werk verscheen voor het eerst in gedrukte vorm in 1508, uitgegeven door de Venetiaanse humanist Aldus Manutius, naar een verloren gegaan handschrift uit de bibliotheek van Giovanni Giocondo. In een latere editie, verschenen in 1552 in Bazel, poogt de humanist Conrad Lycosthenes de verloren gegane passages te reconstrueren en voorziet hij de tekst van houtsnedes.

## Ufo's?
Een aspect dat enige interesse in deze – obscure – schrijver heeft gewekt, is dat hij melding maakt van vreemde verschijnselen aan het uitspansel, die worden geïnterpreteerd als ufo's. De beschreven verschijnselen kunnen echter eveneens worden verklaard als meteoren.

## Officiële bronnen
- Julius Obsequens la The Latin Library, bezocht 7-7-2011

- Bibsys: 95002655
- Biblioteca Nacional de España: XX927324
- Bibliothèque nationale de France: cb120201511 (data)
- Catàleg d'autoritats de noms i títols de Catalunya: 981058513336306706
- CiNii: DA07864937
- Gemeinsame Normdatei: 100314244
- International Standard Name Identifier: 0000 0000 8169 4665
- Library of Congress Control Number: n79063433
- Nationale Bibliotheek van Tsjechië: mzk2003200503
- Nationale Bibliotheek van Israël: 987007329534705171
- Nederlandse Thesaurus van Auteursnamen: 070224986
- Réseau des bibliothèques de Suisse occidentale: 02-A000123814
- Istituto Centrale per il Catalogo Unico: CFIV118596
- LIBRIS: 81159
- Système universitaire de documentation: 028347749
- Virtual International Authority File: 100202247